# Comprehensive National Cybersecurity Initiative
Het Comprehensive National Cybersecurity Initiative (CNCI) is een Amerikaans cyberveiligheidsproject waaronder instanties zoals het Ministerie van Binnenlandse Veiligheid en de National Security Agency (NSA) vallen. Het CNCI werd in het leven geroepen door president George W. Bush in januari 2008. In 2013 werd het eerste CNCI-datacentrum gebouwd, het Utah Data Center, dat onderdeel is van de NSA.

## Details
De ondertekening van het initiatief en de hoorzittingen over het project werden in 2008 nog als een staatsgeheim beschouwd. Maar in maart 2010 gaf de regering-Obama in beperkte mate informatie over het CNCI vrij.

## Doelstellingen
De huidige doelstellingen van dit project zijn onder andere: 
- de oprichting van een beveiligde lijn voor de verdediging tegen indringers op het netwerk;
- het verdedigen van de VS tegen het volledige spectrum van bedreigingen via contraspionage;
- versterking van de cyberveiligheid door middel van onderwijs, coördinatie en onderzoek.

Dit alles zou in de toekomst gerealiseerd moeten worden.